# Championnats du Burundi de cyclisme sur route
Les championnats du Burundi de cyclisme sur route sont les championnats nationaux de cyclisme sur route organisés par la Fédération burundaise de cyclisme. 
La première édition aurait eu lieu en 1984. Elle a été remportée par Pierre Bukuru, également troisième du Tour du Rwanda en 1989.

## Hommes
| Année | Vainqueur          | Deuxième | Troisième |
| ----- | ------------------ | -------- | --------- |
| 2019  | Obedi Ciza         |          |           |
| 2023  | Jacques Nizeyimana |          |           |

## Femmes
| Année | Vainqueur          | Deuxième | Troisième |
| ----- | ------------------ | -------- | --------- |
| 2023  | Emmanuella Rukundo |          |           |

## Juniors Hommes
| Année | Vainqueur          | Deuxième | Troisième |
| ----- | ------------------ | -------- | --------- |
| 2019  | Patient Ndikumana  |          |           |
| 2020  | Jacques Nizeyimana |          |           |

## Juniors Femmes
| Année | Vainqueur     | Deuxième | Troisième |
| ----- | ------------- | -------- | --------- |
| 2019  | Hawa Nibarere |          |           |